# Валдштетен (Гинц)
Валдштетен (њем. Waldstetten) град је у њемачкој савезној држави Баварска. Једно је од 34 општинска средишта округа Гинцбург. Према процјени из 2010. у граду је живјело 1.208 становника. Посједује регионалну шифру (AGS) 9774191.

## Географски и демографски подаци
Валдштетен се налази у савезној држави Баварска у округу Гинцбург. Град се налази на надморској висини од 497 метара. Површина општине износи 11,1 km². У самом граду је, према процјени из 2010. године, живјело 1.208 становника. Просјечна густина становништва износи 109 становника/km².